# Lissonota chinensis
Lissonota chinensis là một loài tò vò trong họ Ichneumonidae.